# قندول غازي
القندول الغازي (باللاتينية: Calicotome infesta) نوع نباتي يتبع جنس القندول من الفصيلة البقولية.

## الموئل والانتشار
موطن هذا النبات غرب حوض البحر الأبيض المتوسط من المغرب العربي إلى إسبانيا وفرنسا وإيطاليا.